# Tamaryokucha
Le Tamaryokucha (玉緑茶) est un thé vert japonais produit dans la région de Kyushu. Thé vert, dont la feuille, au lieu d'être pliée en aiguille comme pour le Sencha, est torsadée, ce qui lui donne davantage de couleur (vert foncé), un signe de grande qualité pour ce type de thé. Ce thé est plus doux que la plupart des thés verts japonais : liqueur soyeuse et subtile, saveur umami. Sa teneur en caféine est moyenne.

## Préparation et infusion
Infuser une à deux minutes dans une eau à 60-70 °C. L'infusion est végétale, iodée, avec une légère note de chair de poisson.
On peut utiliser les feuilles deux ou trois fois, avec un goût légèrement différent.